# Uloža
Uloža (allemand : Köppern) est un village de Slovaquie situé dans la région de Prešov.

## Histoire
Première mention écrite du village en 1280.

## Démographie

### Évolution de la population
| Année:               | 1994. | 2004.   | 2014.   | 2024.    |
| -------------------- | ----- | ------- | ------- | -------- |
| Nombre de personnes: | 188   | 186     | 197     | 247      |
| Différence:          |       | -1,06 % | +5,91 % | +25,38 % |

| Année:               | 2023. | 2024.   |
| -------------------- | ----- | ------- |
| Nombre de personnes: | 241   | 247     |
| Différence:          |       | +2,48 % |